# Fransk Sudan
Fransk Sudan var en koloni i Vestafrika svarende til det nuværende Mali, Guinea og Elfenbenskysten.

## Den koloniale etablering
Fransk Sudan blev oprettet som et fransk område den 9. september 1880, som "Øvre Senegal", og blev omdøbt til "Fransk Sudan Territoriet" den 18. august 1890, med hovedstad i Kayes . Den 10. oktober 1899, blev Fransk Sudan brudt op; 11 sydlige provinser gik til Fransk Guinea, Elfenbenskysten og Dahomey, selvom to af de 11 blev returneret i det følgende år.
I 1902 blev de dele af kolonien der ikke var organiseret ind i militære distrikter del af Senegambia og Niger, derefter blev distrikterne del af Øvre Senegal og Niger i 1904. Efter kom det gamle navn tilbage i en reorganisering i 1920.
Da Fransk Øvre Volta blev afskaffet først i 1933 (det blev genetableret i 1947), tog Fransk Sudan nogle af dets provinser.
| Historie | Spire Denne historieartikel er en spire som bør udbygges. Du er velkommen til at hjælpe Wikipedia ved at udvide den. |

12°39′N 8°00′V / 12.65°N 8°V